# Bluelove
Bluelove는 그룹 씨엔블루(CNBLUE)의 두 번째 미니앨범으로, 2010년 5월 19일 발매되었다. 타이틀곡은 "Love"로, 씨엔블루는 이곡으로 6월 10일 M.net 엠카운트다운에서 1위를 차지하였다. 7월 11일 SBS 인기가요에서 마지막 무대를 가졌다. 현재까지 92,351장 판매되었다. (2010년 ~ 2011년 상반기)

## 수록곡 (작사 / 작곡)
1. Love (한성호 / SEI, KOZI)
2. Sweet Holiday (한성호, 강민혁 / 김재양)
3. Black Flower (한성호 / 한승훈, 전근화)
4. Tattoo (정용화 / 정용화, 한승훈)
5. 사랑 빛 (정용화)
6. Let`s Go Crazy (Shushi, Family Business)